# 真柄直隆
真柄 直隆（まがら なおたか）は、戦国時代の武将。朝倉氏の家臣。真柄十郎左衛門。豪傑として知られる人物で、講談（講釈）や軍記物にしばしば登場する。なお、弟の真柄直澄と同一人物とする説、さらに父の十郎左衛門家正と事績が混同されているとする説がある。

## 略歴
越前国・真柄荘の国人として朝倉氏の客将となり、上真柄の地に居館を構えた。但し、真柄氏は朝倉家中では堀江氏などと共に、在地性・独立性が強い国人衆で、越前に足利義昭が頼ってくるまで、朝倉氏に臣従的態度を取りつつも、軍役を一部負担するだけ（すなわち被官）という立場で、朝倉家の完全な家臣という立場ではなかった。
真柄氏に伝えられた記録「真柄氏家記覚書」では、父は同じく十郎左衛門を称した真柄家正とされ、両者の事績が混同されている可能性もあるという。
直隆は身長7尺（210cm）の大男で、朝倉家中でも武勇に優れ、黒鹿毛の馬に跨り、大太刀を振り回して戦ったことで有名である。彼が用いた大太刀の正体については資料や場面により諸説あり、越前の刀匠千代鶴国安作の五尺三寸（約161cm）、備中青江派の刀工作で熱田神宮が所蔵する刃長七尺三寸（約221cm）の「太郎太刀」、『明智軍記』による七尺八寸（約237cm）、『 朝倉始末記』による九尺五寸（約288cm）などがある。足利義昭が朝倉義景を頼って一乗谷に来た際、御前で大太刀を軽々と頭上で数十回振り回し、豪傑ぶりを披露したと伝わる。
元亀元年（1570年）、織田氏と朝倉氏の合戦であった近江国の姉川の戦いにおいて、直隆は太郎太刀を振って奮戦するも、朝倉陣営の敗戦が濃厚になると味方を逃がすべく、単騎で織田氏援軍の徳川家康の陣営に突入し、12段構えの陣を8段まで突き進んだ。だが、向坂三兄弟の攻撃を受け力尽き、「我頸を御家の誉れにせよ」と敵に首を献上して果てた。向坂兄弟が討ち取った時に使用した太刀は「真柄斬り」と名付けられ、名刀の一つになっている。なお、弟の直澄と子の隆基も勇猛で知られたが、この戦いで同じく討死している。だが、朝倉氏滅亡後の天正11年（1583年）に「真柄加介」宛てに織田氏家臣の丹羽長秀から知行安堵状が発給されているため、真柄一族はその後も存続していることが窺われる。
太郎太刀は現在、愛知県名古屋市の熱田神宮宝物館に奉納されている。熱田神宮にある物は直澄所用の次郎太刀であり、白山比咩神社にある物が直隆の太郎太刀（藤島行光作刀）という説もある。
墓所の越前市宮谷町は中世真柄庄の南西に位置し、隣接する活泉町には斯波氏の鞍谷御所が置かれていた。